# Prosopocoilus mohnikei mohnikei
Prosopocoilus mohnikei mohnikei es una subespecie de coleóptero de la familia Lucanidae.

## Distribución geográfica
Habita en Java en la Península de Malaca, Borneo y Sumatra.